# Varacosa gosiuta
Varacosa gosiuta är en spindelart som först beskrevs av Chamberlin 1908.  Varacosa gosiuta ingår i släktet Varacosa och familjen vargspindlar. Inga underarter finns listade i Catalogue of Life.